# Ugyops walkeri
Ugyops walkeri är en insektsart som beskrevs av Metcalf 1943. Ugyops walkeri ingår i släktet Ugyops och familjen sporrstritar. Inga underarter finns listade i Catalogue of Life.